# Alessandro Sanvito
Alessandro Sanvito (Milano, 14 dicembre 1938 – Bresso, 19 ottobre 2020) è stato uno scacchista e scrittore italiano.

## Biografia
Esperto di storia degli scacchi, fu maestro ad honorem della Federazione Scacchistica Italiana.
Nel 2010 e 2011 la casa editrice austriaca Refordis ha stampato due grossi volumi in suo onore, contenenti articoli di storici di scacchi di tutto il mondo (Festschrift in Honour of Alessandro Sanvito).

## Monografie
- Gli scacchi in Lombardia, Milano, FSI, 1985
- Breve storia del gioco a quattro coi dadi, Milano, L'Italia Scacchistica, 1991
- Figure di scacchi, Milano, Mursia, 1992
- L'opera scacchistica di Adriano Chicco, Milano, ed. privata, 1992[4]
- Il circolo scacchistico di Bresso nel suo primo millennio, Bresso, 1994
- Lineamenti di una bibliografia italiana degli scacchi 1987-1996, Roma, AMIS, 1997
- Bibliografia italiana degli scacchi, Milano, Sylvestre Bonnard, 1999[5]
- I codici scacchistici di Giulio Cesare Polerio e Gioacchino Greco, Brescia, Messaggerie Scacchistiche, 2006
- Scacchi manoscritti, Roma, Caissa Italia, 2008
- (a cura di), Libro del quale si tratta della maniera et modo di giocare a scacchi di Oratio Gianutio, Brescia, Messaggerie Scacchistiche, 2011
- L'antica storia della Società Scacchistica Milanese, Bologna, Le due Torri, 2014
- I codici scacchistici del Bonus Socius e del Civis Bononiae, Brescia, Messaggerie Scacchistiche, 2014